# ジェニファー・クロス
ジェニファー・クロス（Jennifer Cross、1992年7月4日 - ）は、カナダの女子バレーボール選手。カナダ代表。

## 来歴

### クラブチーム
スカーバロー出身。ミシガン大学在学中の2012年のNCAA女子バレーボール選手権でファーストチーム（ベスト6）に選出された。2014/15シーズン、スウェーデンのエンゲルホルムVSで最初のプロ契約を結び、国内リーグとスウェーデンカップで2冠を果たした。2015/16シーズンから2年間はドイツブンデスリーガのドレスナーSCでプレーし、リーグ優勝に貢献した。2017/18シーズンはハンガリーのUTE Budapestでプレーした。2018/19シーズンよりブルガリアのVC Maritzaで活躍し、在籍した2年間は優勝を果たした。2021/22シーズンはギリシャのパナシナイコスでプレーし、リーグ優勝に貢献した。

### 代表チーム
2012年にカナダ代表に初選出される。2016年のワールドグランプリより代表チームでレギュラーとして活躍。2018年に日本で開催された世界選手権に出場した。2019年、チャレンジャーカップで優勝した。2021年、ネーションズリーグに出場した。同年の北中米選手権で銅メダルを獲得し、自身もベストミドルブロッカー賞を受賞した。2022年より代表チームで主将を務めている。

## 球歴
- 世界選手権 - 2018年
- ネーションズリーグ - 2021年、2022年
- ワールドグランプリ - 2016年、2017年
- 北中米選手権 - 2017年、2019年、2021年

## 受賞歴
- 2021年　北中米選手権 ベストミドルブロッカー賞

## 所属クラブ
- ミシガン大学
- エンゲルホルム VS（2014-2015年）
- ドレスナーSC（2015-2017年）
- UTE Budapest（2017-2018年）
- VC Maritza（2018-2020年）
- Yeşilyurt（2020-2021年）
- パナシナイコス（2021-2022年）
- Rapid București（2022-2023年）
- パナシナイコス（2023年）